# Stratzing
Stratzing osztrák mezőváros Alsó-Ausztria Kremsvidéki járásában. 2025 januárjában 883 lakosa volt.

## Elhelyezkedése

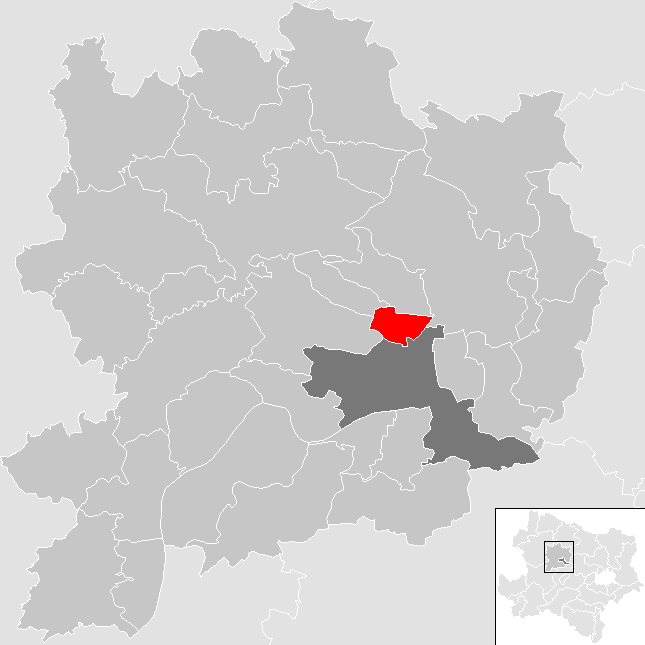
Stratzing a Kremsvidéki járásban

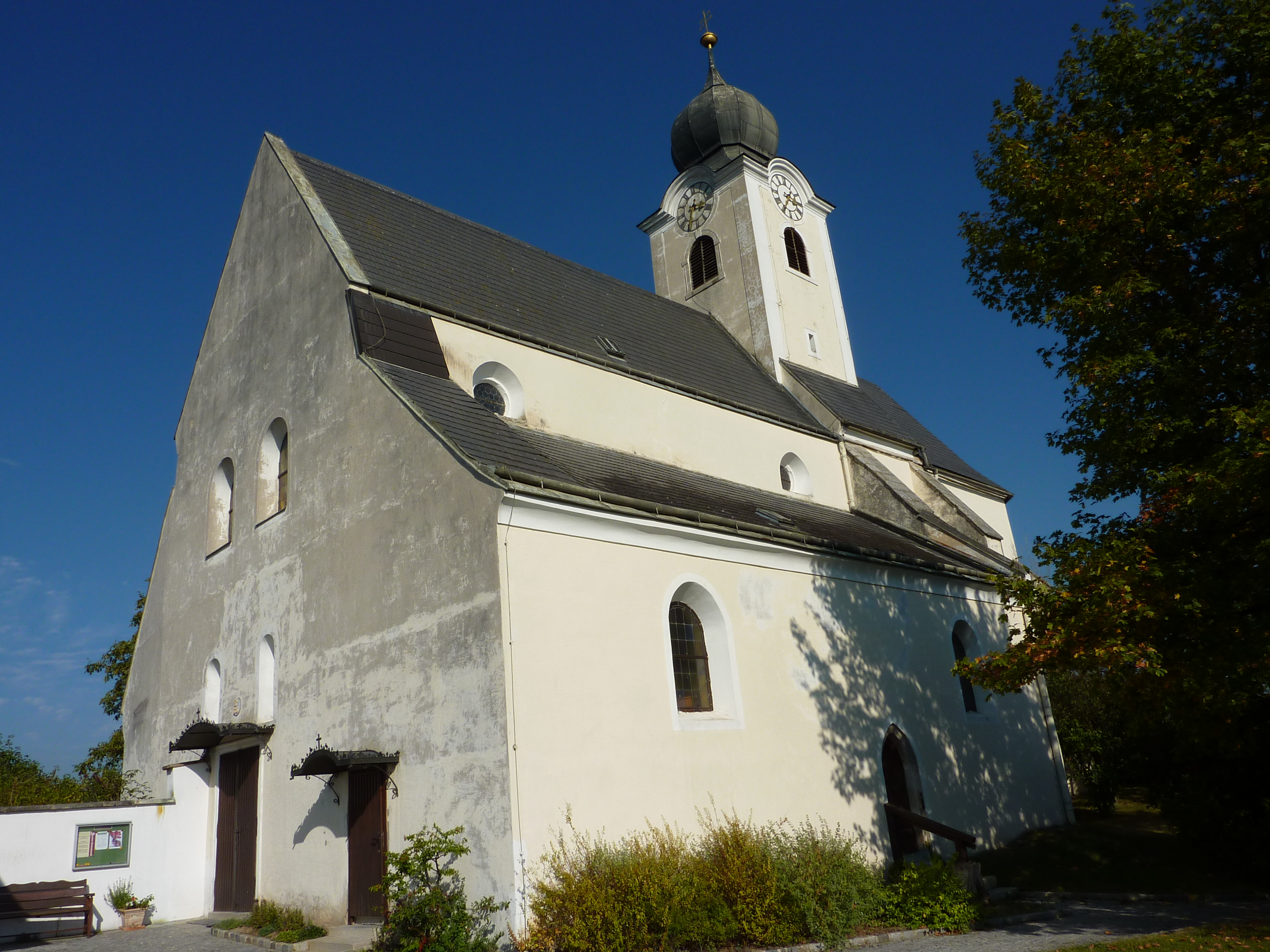
A Szt. Miklós-plébániatemplom

Stratzing a tartomány Waldviertel régiójában fekszik Stratzingbach folyó mentén. Területének 4%-a erdő, 35,3% szőlő, 46,2% áll egyéb mezőgazdasági művelés alatt. Az önkormányzathoz csak egyetlen település tartozik.
A környező önkormányzatok: északra Lengenfeld, északkeletre Langenlois, délre Krems an der Donau, nyugatra Senftenberg, északnyugatra Droß.

## Története
Stratzing területe a kőkorszakban is lakott volt. 1988-ban itt találták meg az egyik legrégebbi nőszobrot, az aurignaci kultúrához köthető, 32-36 ezer éves galgenbergi vénuszt.
Nevét 1140 körül említik először, a falu a Babenbergeké volt. 1209 körül a lilienfeldi apátságot jelentős szőlőkhoz jutott Stratzingban. Gazdasági jelentőségét meghatározta, hogy rajta keresztül vezetett a Bécsből Csehországba vezető út, amelyen sót és vasat szállítottak. II. Rudolf császár 1583-ban mezővárosi jogokkal ruházta fel a települést és címert is adományozott neki. A harmincéves háború során, 1619-ben Stratzingot kifosztották és felégették. 1676-ban pestisjárvány tombolt a környéken, de Stratzing megmenekült és azóta évente hálaadó ünnepséget tartanak Szt. Sebestyén tiszteletére.
Temploma eredetileg Krems filiája volt, majd 1389-től a lilienfeldi apátság felügyelte. A 16. században protestánssá vált a falu, majd a rekatolizáció után ismét Krems, majd Lilienfeld alá került.
Az 1938-as Anschlusst követő közigazgatási reform során Stratzingot Kremshez csatolták. 1948-ban visszanyerte önállóságát. 1971-ben egyesítették a szomszédos Droß-szal Stratzing-Droß néven, de 1993-ban különváltak.

## Lakosság
A stratzingi önkormányzat területén 2025 januárjában 883 fő élt. Lakosságszáma 1961 óta gyarapodó tendenciát mutat. 2023-ban az ittlakók 93,7%-a volt osztrák állampolgár; a külföldiek közül 1% a régi (2004 előtti), 3% az új EU-tagállamokból érkezett. 1,5% a volt Jugoszlávia (Horvátország és Szlovénia kivételével) vagy Törökország; 0,8% egyéb ország polgára volt. 2001-ben a lakosok 93,2%-a római katolikusnak, 2,5% evangélikusnak, 3,8% pedig felekezeten kívülinek vallotta magát. Ugyanekkor a mezővárosnak csak német anyanyelvű lakosai voltak.
A népesség változása:

| 2016 | 833 |
| 2018 | 827 |

## Látnivalók
- a Szt. Miklós-plébániatemplom

## Testvértelepülések
- Bad Vigaun (Ausztria)